# 虎尾蘭
虎尾兰（学名：Dracaena trifasciata），又名虎皮兰、锦兰、黃尾兰或岳母舌，屬天門冬目天門冬科的植物，另外有學者將之歸類為天門冬目玲花蕉亚科。是常見的觀葉植物。其种加词“trifasciata”意为“三带的”。

## 形态
多年生常绿草本，匍匐的根状茎；挺直质厚的条状披针形至倒披针形叶子1～6枚簇生，两面有許多深綠色横带状斑紋，看起來像老虎的尾巴，故名；花葶连同花序高30～80厘米，白色至淡绿色花，3～8簇生成总状花序。

## 虎皮兰的功效与作用
1. 虎皮兰能净化空气：虎皮兰是一种有着“天然清道夫”称号的特色花卉，它摆放在室内能吸收空气中的多种有害成分，特别是对甲醛和二氧化碳等有害气体的吸收性非常强，能让人们的室内环境更安全更纯净。
2. 虎皮兰能美化环境：虎皮兰是一种观赏性特别高的花卉品种，可以制成盆栽摆放在人们的室内，能起到美化环境的作用，同时它制成盆栽以后也能用于花坛的布置，能营造出独特的绿色氛围。虎皮兰还可以摆放在客厅和办公环境里面，能起到美化环境和净化空气双重功效。
3. 虎皮兰可以入药：虎皮兰的叶子可以入药，具有清热解毒的作用，平时可以用于人类感冒和气管炎等疾病的治疗，在治疗时多以煎制后服用为主，用量在十到十五克之间，另外虎皮兰对人类的跌打损伤也有很不错的治疗作用，可以直接把新鲜的虎皮兰叶子捣碎，敷在受伤的部位上，就能起到止痛和消肿的作用。[2]